# Лейк-Есбері (Флорида)
Лейк-Есбері (англ. Lake Asbury) — переписна місцевість (CDP) в США, в окрузі Клей штату Флорида. Населення — 11 036 осіб (2020).

## Географія
Лейк-Есбері розташований за координатами 30°2′56″ пн. ш. 81°47′15″ зх. д. / 30.04889° пн. ш. 81.78750° зх. д. (30.049014, -81.787591).  За даними Бюро перепису населення США в 2010 році переписна місцевість мала площу 44,81 км², з яких 44,11 км² — суходіл та 0,70 км² — водойми.

## Демографія
Згідно з переписом 2010 року, у переписній місцевості мешкало 8700 осіб у 2848 домогосподарствах у складі 2450 родин. Густота населення становила 194 особи/км².  Було 3048 помешкань (68/км²).
Расовий склад населення:
| - 88,8 % — білих - 5,7 % — чорних або афроамериканців - 1,3 % — азіатів - 0,5 % — корінних американців - 0,1 % — вихідців з тихоокеанських островів - 1,1 % — осіб інших рас |

До двох чи більше рас належало 2,4 %. Частка іспаномовних становила 6,7 % від усіх жителів.
За віковим діапазоном населення розподілялося таким чином: 31,0 % — особи молодші 18 років, 59,3 % — особи у віці 18—64 років, 9,7 % — особи у віці 65 років та старші. Медіана віку мешканця становила 35,8 року. На 100 осіб жіночої статі у переписній місцевості припадало 97,3 чоловіків;  на 100 жінок у віці від 18 років та старших — 94,2 чоловіків також старших 18 років.
Середній дохід на одне домашнє господарство  становив 91 796 доларів США (медіана — 71 136), а середній дохід на одну сім'ю — 86 520 доларів (медіана — 72 020). Медіана доходів становила 56 458 доларів для чоловіків та 40 149 доларів для жінок. За межею бідності перебувало 6,8 % осіб, у тому числі 7,4 % дітей у віці до 18 років та 6,6 % осіб у віці 65 років та старших.
Цивільне працевлаштоване населення становило 3665 осіб. Основні галузі зайнятості: освіта, охорона здоров'я та соціальна допомога — 21,4 %, роздрібна торгівля — 14,4 %, будівництво — 11,2 %, науковці, спеціалісти, менеджери — 11,1 %.